# Ljubomir Ljubojević
Ljubomir Ljubojević é um jogador de xadrez da Sérvia, com diversas participações nas Olimpíadas de xadrez. Ljubojević participou das edições de 1972,  1974, todas as edições de 1978 a 1990 e as edições de 1994, 1998 e 2002 tendo conquistado a medalha de ouro individual em 1972 no terceiro tabuleiro e de bronze em 1982. Nas edições de 1974 conquistou a prata por equipes e nas de 1972 e 1980 a medalha de bronze.